# Guvernul Andrei Sangheli (1)
Primul guvern Sangheli a fost un cabinet de miniștri care a guvernat Republica Moldova în perioada 1 iulie 1992 – 5 aprilie 1994.

## Componența cabinetului
| Minister                                                             | Nume               | Portret                                                                                           | În funcție din | Până la           |  |
| -------------------------------------------------------------------- | ------------------ | ------------------------------------------------------------------------------------------------- | -------------- | ----------------- |  |
| Prim-ministru                                                        | Andrei Sangheli    |                                                                                                   | 1 iulie 1992   | 5 aprilie 1994    |  |
| Viceprim-miniștri                                                    |                    |                                                                                                   |                |                   |  |
| Prim-viceprim-ministru                                               | Nicolae Andronati  |                                                                                                   | 4 august 1992  | 5 aprilie 1994    |  |
| Viceprim-ministru                                                    | Valentin Cunev     |                                                                                                   | 4 august 1992  | 5 aprilie 1994    |  |
| Viceprim-ministru                                                    | Mihai Coșcodan     | MihaiCoscodan oct2003                                                                             | 4 august 1992  | 5 aprilie 1994    |  |
| Viceprim-ministru                                                    | Nicolae Oleinic    |                                                                                                   | 4 august 1992  | 5 aprilie 1994    |  |
| Miniștri                                                             |                    |                                                                                                   |                |                   |  |
| Ministru al Afacerilor Externe                                       | Nicolae Țîu        |                                                                                                   | 23 iulie 1992  | 28 octombrie 1993 |  |
| Ministru al Economiei                                                | Sergiu Certan      |                                                                                                   | 28 iulie 1992  | 5 aprilie 1994    |  |
| Ministru al Finanțelor                                               | Claudia Melnic     |                                                                                                   | 4 august 1992  | 5 aprilie 1994    |  |
| Ministru al Agriculturii și Alimentației                             | Vitalie Gorincioi  |                                                                                                   | 23 iulie 1992  | 5 aprilie 1994    |  |
| Ministru al Științei și Învățămîntului                               | Nicolae Mătcaș     |                                                                                                   | 29 iulie 1992  | 5 aprilie 1994    |  |
| Ministru al Sănătății                                                | Gheorghe Ghidirim  |                                                                                                   | 23 iulie 1992  | 5 aprilie 1994    |  |
| Ministru al Muncii și Protecției Sociale                             | Dumitru Nidelcu    |                                                                                                   | 29 iulie 1992  | 5 aprilie 1994    |  |
| Ministru al Culturii și Cultelor                                     | Ion Ungureanu      | Flickr - Ion Chibzii - The Moldavian actor Ion Ungureanu in a film "Red storm". Moldova-film 1971 | 28 iulie 1992  | 5 aprilie 1994    |  |
| Ministru al Justiției                                                | Alexei Barbăneagră |                                                                                                   | 23 iulie 1992  | 5 aprilie 1994    |  |
| Ministru al Afacerilor Interne                                       | Constantin Antoci  |                                                                                                   | 7 iulie 1992   | 5 aprilie 1994    |  |
| Ministru al Informaticii, Informației și Telecomunicațiilor          | Ion Casian         |                                                                                                   | 29 iulie 1992  | 5 aprilie 1994    |  |
| Ministru al Apărării                                                 | Pavel Creangă      |                                                                                                   | 21 iulie 1992  | 5 aprilie 1994    |  |
| Ministru al Securității Naționale                                    | Vasile Calmoi      |                                                                                                   | 21 iulie 1992  | 5 aprilie 1994    |  |
| Ministru al Industriei                                               | Valentin Ciumac    |                                                                                                   | 1993           | 5 aprilie 1994    |  |
| Ministru al Serviciilor Comunale și Exploatării Fondului de Locuințe | Mihai Severovan    |                                                                                                   | 29 iulie 1992  | 5 aprilie 1994    |  |
| Ministru al Arhitecturii și Construcțiilor                           | Valeriu Cebotari   |                                                                                                   | 23 iulie 1992  | 5 aprilie 1994    |  |
| Ministru al Comerțului și Resurselor Materiale                       | Tudor Slănină      |                                                                                                   | 23 iulie 1992  | 5 aprilie 1994    |  |
| Ministru al Relațiilor Economice Externe                             | Andrei Cheptine    |                                                                                                   | 23 iulie 1992  | 5 aprilie 1994    |  |
| Ministru al Tineretului, Sportului și Turismului                     | Petru Sandulachi   |                                                                                                   | 29 iulie 1992  | 5 aprilie 1994    |  |

## Legături externe
- Hotărârea nr. 1130 din 4 august 1992 a Parlamentului Republicii Moldova privind confimarea componenței Guvernului Arhivat în 30 septembrie 2007, la Wayback Machine.
- Guvernul Sangheli-1 Arhivat în 24 iunie 2015, la Wayback Machine. pe interese.md

| Precedat(ă) de: Guvernul Valeriu Muravschi | Guvernul Andrei Sangheli (1) 1 iulie 1992 – 5 aprilie 1994 | Succedat(ă) de: Guvernul Andrei Sangheli (2) |